# 死亡火槍
《死亡火槍》是一款由Ecole Software開發並發行在世嘉土星上的光槍射擊遊戲。遊戲於1996年8月9日在日本推出時，由於其粗劣的美工、差劣的畫面、騷擾玩家的音效、程序錯誤（bug）繁多的操作界面、多餘的設定和難度過高的關卡等原因，以致長期獲得Saturn Magazine（現名）最爛遊戲的稱號，玩家對其有Death Crimson帝王陛下、Sega Saturn最下位超魔王Death Crimson的稱號。其後亦有推出續作，而形成了死亡火槍系列。

## 外部連結
- （日語）http://www.biwa.ne.jp/~coo-mail/usumaku/death.html （页面存档备份，存于）（介紹死亡火槍的網站）